# 沙塘镇 (隆德县)
沙塘镇，是中华人民共和国宁夏回族自治区固原市隆德县下辖的一个乡镇级行政单位。

## 行政区划
沙塘镇下辖以下地区：
锦华村、锦屏村、马河村、十八里村、许川村、新民村、张树村、清泉村、沙塘村、和平村和光联村。